# Amphecostephanus rex
Amphecostephanus rex é um louva-a-deus autóctone de Angola e do Malawi. Foi descrito pela primeira vez em "On some African Mantidae and Phasmidae in the Collection of the Deutschen Entomologischen Museum" do Archiv für Naturgeschichte, Berlin em 1912.